# Sulalori

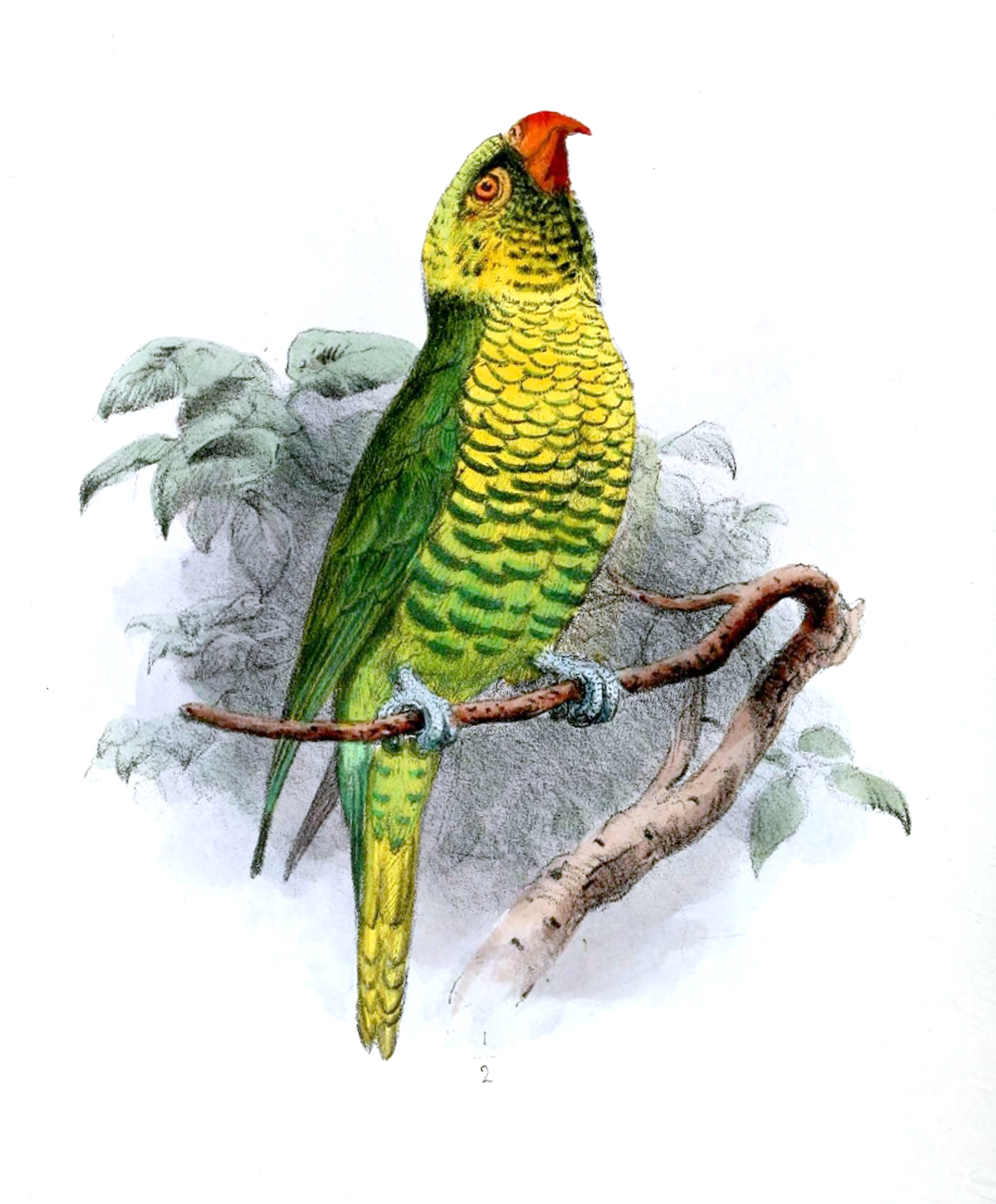
Saudareos flavoviridis, Joseph Wolf, 1862.

Der Sulalori (Saudareos flavoviridis, Synonym: Trichoglossus flavoviridis) ist eine Art aus der Familie der Altweltpapageien.

## Merkmale
Der Sulalori ist etwa 22 cm groß, wiegt zwischen 60 und 70 g und weist eine grüne Grundfarbe aus. Der Kopf und die Brust sind gelb mit grünen Schuppen gesprenkelt. Der Schnabel ist orange, die Iris orangebraun und um das Auge ist ein weißlich-grauer Augenring angelegt. Die Füße sind grau.

## Verbreitung und Lebensraum
Der Sulalori ist eine endemische Art auf den Sula-Inseln und kann in einer Höhe zwischen 500 und 2000 m beobachtet werden. Er bevorzugt dichten subtropischen Wald. Seine Stimme ist laut, hart und schrill. Über sein Freileben ist wenig bekannt.

## Taxonomie
Alfred Russel Wallace beschrieb 1863 den Sulalori erstmals wissenschaftlich unter der Bezeichnung Trichoglossus flavoviridis. 2020 wurde er in die neu eingeführte Gattung Saudareos überführt.
Für die Liste der nachfolgend aufgeführten Unterarten des Sulaloris sind folgende taxonomischen Organisationen zugezogen worden:
- Clements Checklist
- HBW Checklist/BirdLife International
- IOC/IOU

Gemäß den aufgeführten Organisationen besteht keine Einigkeit bei den Unterarten. Die Clements Checklist und die IOC/IOU registrieren folgende Unterarten:
- Sulalori (flavoviridis) (S. f. flavoviridis Wallace, 1863)[6] – Sula-Inseln[7]
- Sulawesilori (S. f. meyeri Walden, 1871)[8] – Sulawesi[7]

Die HBW Checklist/BirdLife International behandelt den Sulawesilori als eigene Art und hat keine Unterarten registriert.

## Bestand und Gefährdung
Gegenwärtig wird der Sulalori auf der Roten Liste gefährdeter Arten als „nicht gefährdet“ (Least Concern) eingestuft. Die Anzahl der adulten Vögel ist unbestimmt.

## Handel
Die ersten lebenden Vögel kamen 1931 nach Großbritannien und danach erst in den 70er Jahren des 20. Jahrhunderts wieder nach Schweden. 1977 erhielt der Weltvogelpark Walsrode ein Paar, das die erste Zucht weltweit ermöglichte. Der Sulalori ist sehr selten in den Volieren Europas zu sehen.
Die Kontrolle des Handels wird über CITES Anhang II geregelt. Die Ein- und Ausfuhr sowie die Wiederausfuhr erfordert eine Genehmigung oder Bescheinigung des jeweiligen Ausfuhrstaates.